# Ara Indijanci
Ara indijanci, jedno od plemena srednjoameričkih Indijanaca porodice talamanca, velika porodica čibča. Prema nekim autorima govorili su dijalektom jezika terraba [tfr] iz Paname i Kostarike. Swanton ih na svojem popisu plemena pobliže ne locira.